# Louettes nachtzwaluw
De Louettes nachtzwaluw (Caprimulgus prigoginei) is een vogel uit de familie van de nachtzwaluwen (Caprimulgidae). De Nederlandse naam is een eerbetoon aan de Belgische ornitholoog Michel Louette die deze nachtzwaluw in 1990 beschreef en vernoemde naar zijn collega Prigogine.

## Verspreiding en leefgebied
De Louettes nachtzwaluw is alleen bekend van een specimen dat in 1955 werd verzameld in het Itombwegebergte in Zuid-Kivu (Congo-Kinshasa). Dit exemplaar was 19 cm lang. 
Verder zijn er in de jaren 1990 binnen het gebied waar deze nachtzwaluw werd verzameld en elders onder andere in Kameroen geluiden waargenomen en op band geregistreerd die mogelijk wijzen op de aanwezigheid van deze nachtzwaluw. Verder is er weinig over deze nachtzwaluw bekend. Op grond van deze vondst en de later gehoorde geluiden wordt aangenomen dat het een vogel is van heuvellandbos of bosranden en gebieden met struikgewas op een hoogte van circa 1200 m boven de zeespiegel.

## Status
De Louettes nachtzwaluw heeft waarschijnlijk een klein verspreidingsgebied en daardoor is de kans op uitsterven groot. De grootte van de populatie wordt ruw geschat op een aantal tussen de 3.500 en 15.000 exemplaren. Deze nachtzwaluw staat daarom als bedreigd op de Rode Lijst van de IUCN.